# Pingasa atropa
Pingasa atropa är en fjärilsart som beskrevs av Louis Beethoven Prout 1935. Pingasa atropa ingår i släktet Pingasa och familjen mätare. Inga underarter finns listade i Catalogue of Life.